# Las Latas, Mezquitic
Las Latas är en ort i Mexiko.   Den ligger i kommunen Mezquitic och delstaten Jalisco, i den centrala delen av landet, 600 km nordväst om huvudstaden Mexico City. Las Latas ligger 1 959 meter över havet och antalet invånare är 184.
Terrängen runt Las Latas är kuperad österut, men västerut är den bergig. Terrängen runt Las Latas sluttar västerut. Runt Las Latas är det mycket glesbefolkat, med 5 invånare per kvadratkilometer. Närmaste större samhälle är Colonia Hatmasie, 14,4 km norr om Las Latas. I omgivningarna runt Las Latas växer huvudsakligen savannskog.